# Quiina congesta
Quiina congesta là một loài thực vật có hoa trong họ Ochnaceae. Loài này được R.S.Cowan miêu tả khoa học đầu tiên năm 1957.